# Ла-Фёйяд, Франсуа III д’Обюссон
Франсуа III д’Обюссон (фр. François III d'Aubusson; 21 апреля 1631 — 19 сентября 1691, Париж), герцог де Роанне-Ла-Фёйяд — французский военачальник, маршал Франции.

## Биография
Пятый сын Франсуа II д’Обюссона, графа де Ла-Фёйяда, и Изабель Браше.
Виконт д’Обюссон, граф де Ла-Фёйяд, маркиз де Буази, барон де Ла-Борн и первый барон Ла-Марша, барон де Пелетанж, де Монконтур, де Кюрзе и де Перюс, сеньор д'Уарон, де Буамон, де Ла-Гранж-Блено и де Курпале, сеньор-шателен городов Аэн, Фельтен, Шенерай, Жарнаж, Друй, Сервьер, Сент-Аон, Сен-Морис и Крозе. Произвёл раздел владений со своим братом архиепископом Амбрёна, уступившим ему своё право старшинства актом от 6 мая 1658.
Капитан Кавалерийского полка короля (31.12.1647), после смерти своего брата Леона, убитого при осаде Ланса. В 1649 году сбежал из военной академии, переодевшись в платье одного из своих лакеев, и пешком отправился в армию, где находился при особе Людовика XIV, который по окончании кампании отослал Обюссона продолжать занятия.
В следующем году снова сбежал, 15 декабря сражался при Ретеле в полку Гастона Орлеанского и был ранен выстрелом из пистолета в бедро. В августе 1651 отставлен от командования ротой. 23 октября 1652 получил должность кампмейстера пехотного полка своего имени, вакантную после смерти сьёра де Латур-Роклора. Был трижды ранен при осаде Музона 26 сентября 1653. Отличился при деблокировании Арраса 24 августа 1654, одним из первых прорвавшись за испанские линии. Был при взятии Ле-Кенуа 6 сентября того же года.
В 1655 году во время ночного перехода из Сен-Кантена в лагерь под Ландреси был ранен в голову, взят в плен и отвезён в Камбре, где ему сделали трепанацию. При снятии осады Валансьена 16 июля 1656 последним покинул осадные линии, хотя снова был ранен.
15 февраля 1657 стал кампмейстер-лейтенантом кавалерийского полка кардинала Мазарини после того как Лакардоньер был пожалован в генеральные комиссары. Сложил командование своим полком и выступил на осаду Монмеди, взятого 6 августа, Сен-Венана, сдавшегося 27-го, Мардика, подчинённого 3 октября. Командовал кавалерией при осаде Ипра в 1658 году, отразил крупную вылазку осаждённых, причём под ним были убиты две лошади. Ипр сдался 26 сентября. 8 мая 1659 было заключено временное перемирие, а 7 ноября подписан Пиренейский мир. Обюссон распустил свой полк 18 апреля 1661.
Кампмаршал (25.09.1663), под началом маршала Бельфона командовал частями, отправленными в Италию, где он провёл зиму. В 1664 году отправился в Венгрию в войске графа де Колиньи. В битве при Сен-Готарде 1 августа был атакован десятью тысячами турок, перешедших Рааб и разбивших немцев, которые пытались помешать переправе. Разбил противника, заставив его отступить обратно за реку. Имперские войска, стоявшие в центре, отступали под натиском врага, и граф, пришедший на помощь во главе двух батальонов и четырёх эскадронов, помог восстановить положение. Турки потеряли в бою шесть тысяч человек, большое число знамён и значков, и несколько орудий; граф увёз во Францию пять пушек и тридцать значков. Назначенный 18 октября генерал-лейтенантом, он вернул войска во Францию.
Женившись на сестре Артюса Гуфье, Обюссон в апреле 1667 купил у шурина за 400 000 ливров герцогство Роанне. Король в том же месяце жалованной грамотой утвердил эту сделку, снова возвёл Роанне в ранг герцогства и в статус герцогства-пэрии. Позднее Франсуа д'Обюссон стал титуловаться герцогом де Ла-Фёйядом.
6 мая 1667 был назначен генерал-лейтенантом во Фландрскую армию маршала Омона, служил при осадах Берга, взятого 6 июня, Фюрна (12-го) и Куртре (18 июля). 30 марта 1668 получил под командование отдельный корпус, но уже 2 мая был заключён мир, после чего герцог получил у короля позволение набрать за свой счёт пятьсот дворян, которых повёл на помощь осаждённой Кандии. При обороне этой крепости не раз продемонстрировал свою доблесть, отсрочив падение Кандии в надежде на помощь, которую король распорядился ему послать. Чтобы уменьшить расходы герцога, папа Климент IX издал бреве, передававшее Обюссону, хотя тот и был женат, до 30 000 ливров пенсиона за счёт церковных бенефициев.
Получивший 3 января 1672 должность полковника в полку Французской гвардии, вакантную после отставки маршала Грамона, 18 апреля того же года был назначен генерал-лейтенантом в армию короля в Нидерландах. Содействовал взятию у голландцев Орсуа 3 июня, Римберга 6-го и Дуйсбурга 21-го. Назначенный 3 апреля 1673 во Фландрскую армию, герцог служил при осаде Маастрихта, взятого 29 июня.
Направленный 2 января 1674 в армию Франш-Конте, сопровождал короля, на глазах у которого со шпагой в руках взял форт Сент-Этьен, прикрывавший цитадель Безансона. Город сдался королю 15 мая, цитадель 21-го, а Доль 6 июня. После этого Людовик вернулся в Париж, оставив Ла-Фёйяда командовать войсками. Тот предпринял осаду Салена, сдавшегося 22-го, и заставил испанцев передать Фоконье, Люксёй и Люр, в течение шести недель закончив подчинение провинции.
Генерал-лейтенант во Фландрской армии (1.05.1675), был переведён в Германскую армию 29 июля и на следующий день пожалован в маршалы Франции.
10 марта 1676 был назначен одним из командующих Фландрской армией под началом короля, служил при осаде и взятии Конде 26 апреля, 25 февраля 1677 стал командующим в войсках короля и Месье. Служил при осаде Валансьена, которым король овладел 17 марта, на девятый день осады. 30 декабря король назначил Ла-Фёйяда вице-королём Сицилии и своим генеральным наместником на острове вместо герцога де Вивонна. 1 января 1678 Обюссон также стал главнокомандующим морской армии Сицилии и галер в отсутствие герцога де Вивонна. Людовик более не желал поддерживать Мессинское восстание, и маршал Ла-Фёйяд эвакуировал с Сицилии войска, провизию, снаряжение и четыре тысячи мессинцев, перешедших на сторону Франции. 21 апреля он получил доступ в королевские покои, 28-го получил командование Фландрской армией Месье.
По смерти герцога де Ледигьера 8 мая 1681 стал губернатором Гренобля и Арсенала, а на следующий день губернатором Дофине.
После возведения в 1686 году статуи Людовика Великого на площади Побед в Париже, ставшей после этого называться площадью Ла-Фёйяда, герцог передал своему сыну графство Ла-Фёйяд, виконтство Обюссон, баронию Ла-Борн, бывшую первой баронией Ла-Марша, шателению Фельтен в той же провинции, баронию Перюс в Пуату, то есть земли, составлявшие прежний домен Обюссонов, с шателениями Аэн, Шенеранж, Жарнаж и Друй, расположенными в Ла-Марше и дававшими ренту в 22 000 ливров. Эти четыре шателении были обменены на принадлежавшую королю сеньорию Сен-Сир под Версалем; контракт был заключён с королевскими комиссарами в Париже 14 июня 1686, утверждён в том же месяце жалованной грамотой и зарегистрирован парламентом 26-го, а Счётной палатой 28-го числа того же месяца. Дарение было сделано на условии последовательной субституции от мужчины к мужчине в порядке примогенитуры, а в случае пресечения герцогской линии наследовалось боковыми ветвями Обюссонов.
31 декабря 1688 был пожалован в рыцари орденов короля.
14 марта 1691 был назначен одним из командующих армией короля под началом Монсеньора и Месье. Выступил на осаду Монса, сдавшегося королю 9 апреля. Умер в Париже в конце кампании того года в ночь с 18 на 19 сентября и был погребён в приходской церкви Сент-Эсташ.
Герцог де Сен-Симон несколько раз упоминает Ла-Фёйяда, в частности излечение маршала, страдавшего от последствий своих ранений итальянским врачом-шарлатаном Никколо Каретти, подвизавшимся при французском и тосканском дворах:

Самым удивительным было излечение месье де Ла Фейада, от  которого торжественно отказались все врачи и столь же торжественно скрепили свой отказ письменным свидетельством, ибо без этой формальности Каретти не соглашался взяться за лечение. Месье де Ла Фейад умирал оттого, что некоторое время назад вынул дренажную трубку, которую ему вставили после тяжёлого сквозного ранения. Каретти полностью его вылечил, причём за очень короткое время. — герцог де Сен-Симон. Мемуары. 1691—1701. — М., 2007. — С. 398

## Семья
Жена (контракт 9.04.1667): Шарлотта Гуфье (ум. 14.02.1683), дочь Анри Гуфье, маркиза де Буази, и Мари Эннекен
Дети:
- Луи-Жозеф-Жорж (10.02.1670—27.08.1680), маркиз д'Обюссон
- Мари-Тереза (24.08.1671—28.01.1692), замужем не была
- Луи (30.05.1673—29.01.1725), герцог де Роанне, маршал Франции